# Gray Line Worldwide

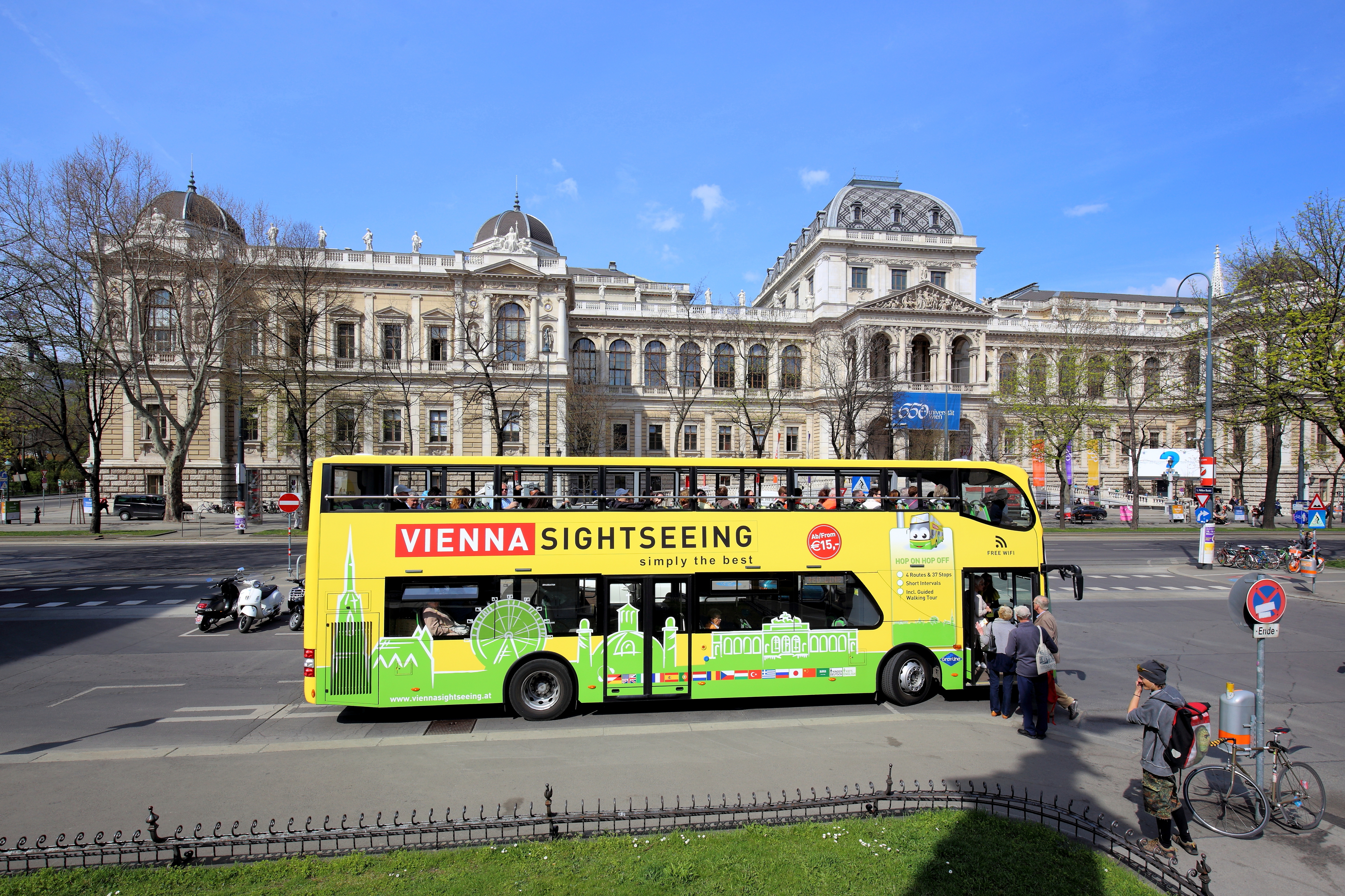
Sightseeingbus in Wien, rechts unten die blaue Raute, das Logo der Firma

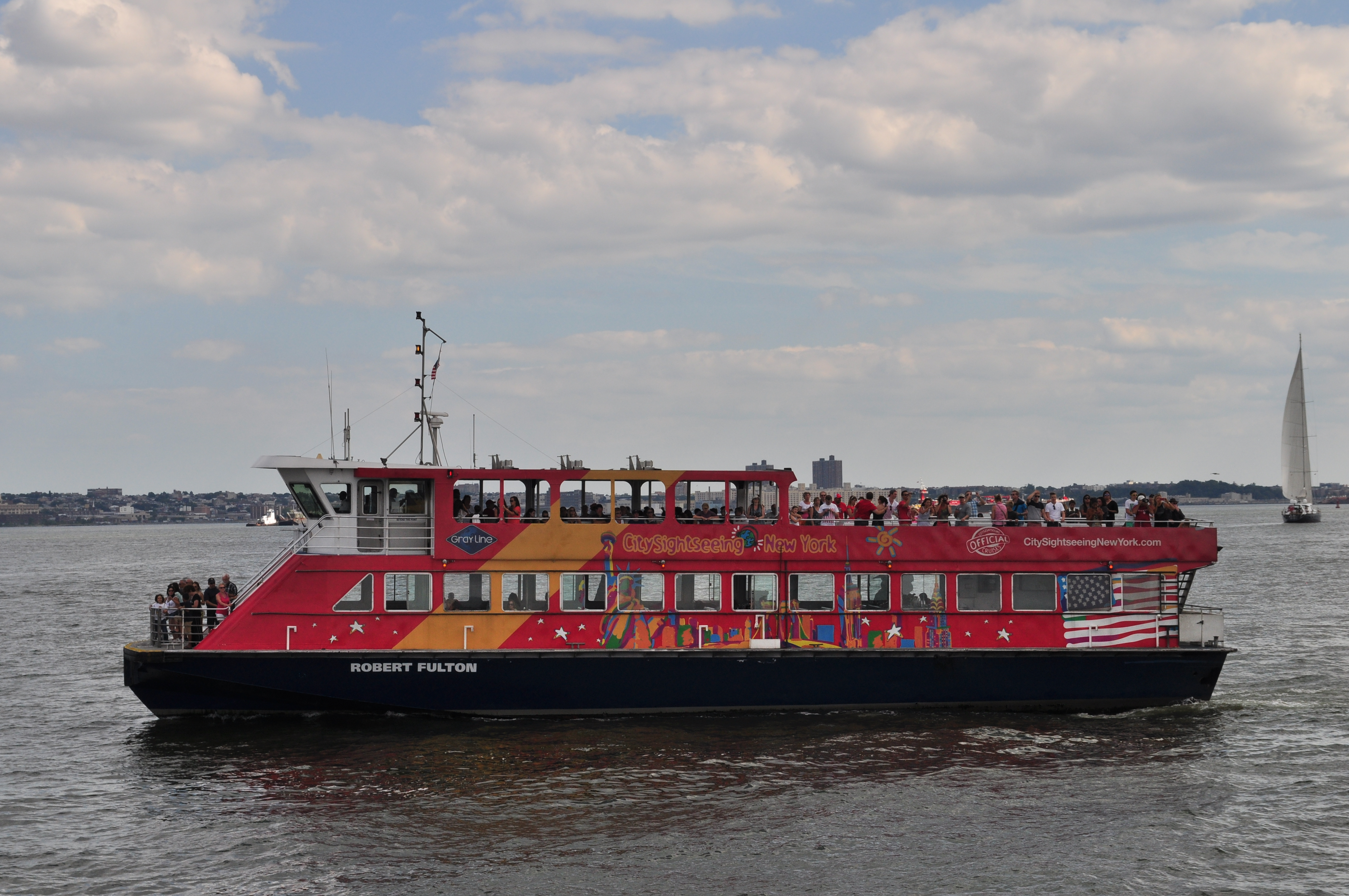
Nach Robert Fulton benanntes Ausflüglerschiff bei einer Hafenrundfahrt in New York

Gray Line Worldwide mit Sitz in Denver, Colorado, betreibt weltweit Sightseeing-Touren und entsprechende Reiseangebote.
Die Firma wurde 1910 von Louis Bush gegründet, der einen selbst umgebauten Mack Truck für Touren in Washington, D.C. verwendete. In den ersten Jahren bezog Bush viele seiner Busse von Wolfington. Gray Line expandierte seitdem zu einer weltweit aktiven Marke und befördert etwa 25 Millionen Passagiere pro Jahr. In Mitteleuropa werden unter anderem Touren in Salzburg, Zürich, München und Berlin angeboten. Zum Programm gehören auch Transferservices zu den jeweiligen Flughäfen oder zwischen verschiedenen touristischen Destinationen, unter anderem in Costa Rica.
Bereits 1946 erwies sich das Konzept als wirtschaftlich so interessant, dass Franchisenehmer in das Geschäft einstiegen. 1985 wurde per Gerichtsentscheidung gerügt, dass die Firma 1973 einen schwarzen Fahrer trotz gegebener Qualifikation nicht einstellte, von den damals 53 Fahrern war keiner schwarz.

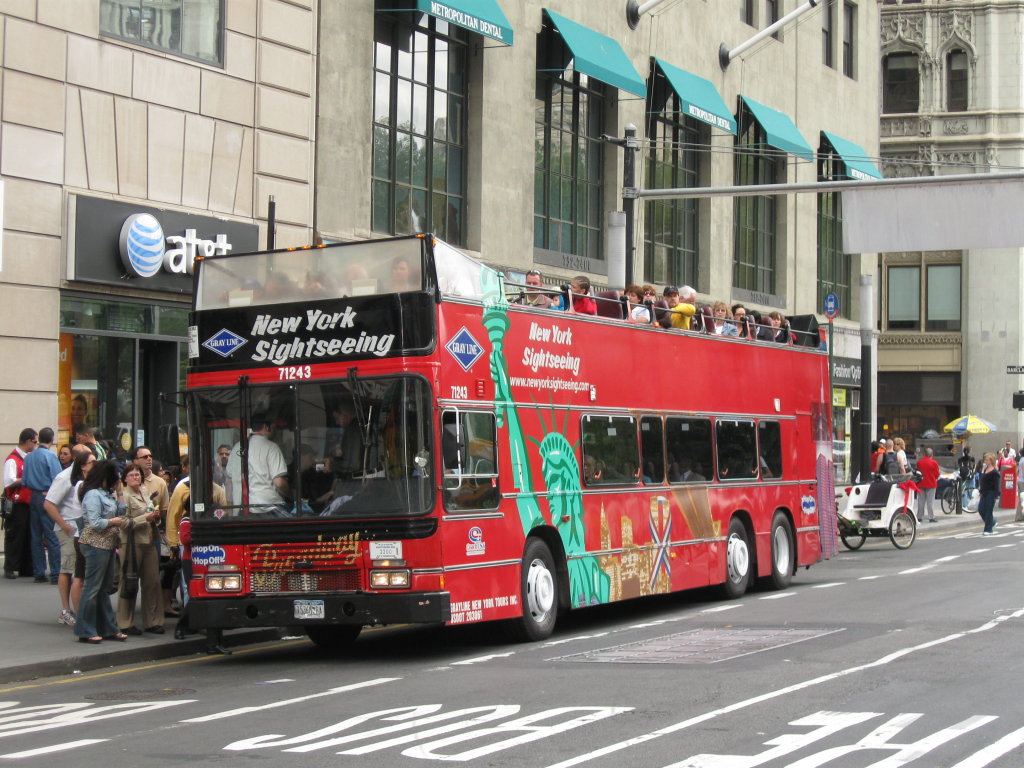
1986er Leyland Doppeldeckerbus in New York

2015 wurde aufgrund einer Kartellbildung in New York millionenschwere Strafzahlungen verhängt und die führenden Busbetreiber verpflichtet, auch andere Unternehmen Stops an touristischen Destinationen zu erlauben.  Die Führungen vom oft offenen Doppeldeckerbus aus und der zugehörige, recht offensive Straßenvertrieb gelten teilweise als Störfaktor und die Buslinien als Konkurrenz zum öffentlichen Nahverkehr in New York.

## New York Ride of Fame
Anlässlich ihres hundertjährigen Jubiläums begann Gray Line Worldwide 2010, Prominente für ihren Beitrag zum öffentlichen Leben in New York zu ehren: Die Geehrten erhalten ein Schild, welches während der Ehrung auf einem Bus angebracht wird. Mittlerweile wird den Geehrten auch ein beschrifteter Sitz gewidmet. Die erste derartige Ehrung kam 2010 Rachael Ray zugute. Die Ehrungen finden typischerweise monatlich statt und beginnen normalerweise beim Pier 78 am Hudson. Seit 2014 werden auch in Miami oder Washington, D.C. entsprechende Ehrungen durchgeführt. Zu den Geehrten gehören bislang z. B. Whoopi Goldberg, Cyndi Lauper oder Donald Trump.

## Einzelbelege
1. ↑  http://www.detroittransithistory.info/Misc/DetroitGrayLine.html
2. ↑  Jochen Fuchs: Costa Rica – Reiseführer von Iwanowski: Individualreiseführer mit vielen Detail-Karten und Karten-Download. Iwanowski’s Reisebuchverlag, 2016, ISBN 978-3-86457-187-9 (google.de [abgerufen am 15. Januar 2017]).
3. ↑  Bus Transportation. McGraw-Hill publishing Company, Incorporated, 1. Januar 1946 (google.de [abgerufen am 15. Januar 2017]).
4. ↑  Townsend versus Grayline Buscooperation. In: casetext.com. Abgerufen am 15. Januar 2017.
5. ↑  Emma G. Fitzsimmons: Tour Bus Companies Agree to Settle Antitrust Lawsuit. In: The New York Times. 16. März 2015, ISSN 0362-4331 (nytimes.com [abgerufen am 15. Januar 2017]).
6. ↑  Matt Flegenheimer: Double-Decker Buses, for Many in City, Are the Height of Irritation. In: The New York Times. 28. August 2013, ISSN 0362-4331 (nytimes.com [abgerufen am 15. Januar 2017]).
7. ↑  rideoffame.com (Memento des Originals vom 20. Juni 2021 im Internet Archive)  Info: Der Archivlink wurde automatisch eingesetzt und noch nicht geprüft. Bitte prüfe Original- und Archivlink gemäß Anleitung und entferne dann diesen Hinweis.
8. 1 2  20. Oktober 2012, musicnewsnashville.com: Air Supply Honored By Gray Line New York As Part of ‘Ride of Fame’ Campaign (Memento des Originals vom 15. Januar 2017 im Internet Archive)  Info: Der Archivlink wurde automatisch eingesetzt und noch nicht geprüft. Bitte prüfe Original- und Archivlink gemäß Anleitung und entferne dann diesen Hinweis.
9. ↑  5. Mai 2010, hamptons.com: Stars, Stars And More Stars Here, There And Everywhere!
10. ↑  29. April 2014, mlb.mlb.com: Mr. Marlin receives mobile enshrinement
11. ↑  washingtonpost.com, 8. April 2015: A fascinated Alex Ovechkin experiments with Periscope
12. ↑  youtube.com, 30. Juli 2010: Whoopi Goldberg Honored In Gray Line New York’s Ride Of Fame
13. ↑  youtube.com, 2. Februar 2011: Cyndi Lauper is the newest Ride of Fame member to Gray Line New York
14. ↑  forbes.com, 8. Juni 2010 Donald Trump Honored In Gray Line New York’s Ride Of Fame Campaign – June 8, 2010